# Jana Kirschner
Jana Kirschner (Martin, 29 dicembre 1978) è una cantante slovacca.

## Premi vinti
- Scoperta dell'anno, 1997
- Album dell'anno, 1999
- Cantante femminile dell'anno, 1999

## Discografia
- 1996 - Jana Kirschner
- 2000 - V cudzom meste
- 2002 - Pelikán
- 2003 - Veci čo sa dejú
- 2007 - Shine
- 2010 - Krajina rovina